# 竞争排除原则
竞争排除原则（也称竞争排斥原理或高斯定理）在生态学里指的是，两个物种不能同时，或者是不能长时间地在同一个生态區位生存。因为两者之间会展开竞争，导致其中的一方获胜，可以留在原来的生态龛位继续生存。
另一方为了继续生存，会改变自己的居住地，或者改变饮食习惯，或者改变自身习性（如改日行性为夜行性，达到时间上和获胜的一方分离），进化适应以延续生命。相对来说，失败者一方完全灭绝是很少见的。这些改变也是促成了适应辐射：从原始的一般种类演变至多种多样、各自适应于独特生活方式的专门种类的过程。